# Ngân hàng trực tuyến
Ngân hàng trực tuyến (tiếng Anh: online banking hay còn gọi là internet  banking, web banking hoặc home banking) còn được gọi là ngân hàng internet, là một hệ thống thanh toán điện tử cho phép khách hàng của ngân hàng hoặc tổ chức tài chính thực hiện một loạt các giao dịch tài chính thông qua di động, các trang web của tổ chức tài chính. Hệ thống ngân hàng trực tuyến thường là một phần của hệ thống ngân hàng cốt lõi hoặc kết nối với hệ thống ngân hàng cốt lõi điều hành bởi ngân hàng. Điều này trái ngược với ngân hàng chi nhánh vốn là cách truyền thống mà khách hàng tiếp cận với dịch vụ ngân hàng.
Các "ngân hàng trực tiếp" (hay ngân hàng ảo trực tuyến) sẽ phụ thuộc hoàn toàn vào hệ thống ngân hàng trực tuyến.
Phần mềm ngân hàng trực tuyến cung cấp các dịch vụ ngân hàng cho cá nhân và các doanh nghiệp gồm các tính năng như: xem số dư tài khoản, nhận báo cáo, kiểm tra các giao dịch gần đây, chuyển tiền giữa các tài khoản và thanh toán.

## Lịch sử

### Tiền thân
Tiền thân của các dịch vụ ngân hàng "tại nhà" hiện đại này là các dịch vụ ngân hàng trên các phương tiện điện tử từ đầu những năm 1980. Thuật ngữ "trực tuyến" trở nên phổ biến vào cuối những năm 1980 và liên quan đến việc sử dụng thiết bị đầu cuối, bàn phím và ti vi để truy cập hệ thống ngân hàng thông qua đường dây điện thoại. "Ngân hàng tại nhà" cũng có thể đề cập đến việc sử dụng bàn phím số để gửi âm báo từ điện thoại tới ngân hàng.

### Sự xuất hiện của ngân hàng máy tính
Dịch vụ ngân hàng trực tuyến được giới thiệu tới người tiêu dùng lần đầu tiên vào tháng 12 năm 1980 tại Ngân hàng United American, một ngân hàng cộng đồng có trụ sở tại Knoxville, Tenn. Ngân hàng United American hợp tác với Radio Shack để sản xuất modem tùy chỉnh an toàn cho máy tính TRS-80, cho phép khách hàng truy cập thông tin tài khoản một cách an toàn. Các dịch vụ có sẵn trong năm đầu tiên bao gồm thanh toán hóa đơn, kiểm tra số dư tài khoản và các ứng dụng cho vay, cũng như truy cập trò chơi, tính thuế, ngân sách và hỗ trợ xem báo hàng ngày. Hàng ngàn khách hàng đã trả 25-30 đô la mỗi tháng cho dịch vụ này.
Năm 1981, bốn ngân hàng lớn của New York (Citibank, Chase Manhattan, Chemical và Manufacturers Hanover) - đối thủ của United American cũng học theo cung cấp dịch vụ ngân hàng tại nhà thông qua sử dụng hệ thống videotex. Nhưng do sự thất bại thương mại của videotex, các dịch vụ ngân hàng này không thể trở nên phổ biến ngoại trừ ở Pháp, nơi videotex được các nhà cung cấp dịch vụ viễn thông trợ cấp (Minlist) và Vương quốc Anh, nơi sử dụng hệ thống Prestel.
Các nhà phát triển của hệ thống ngân hàng máy tính đầu tiên trên thị trường của Ngân hàng United American có tham vọng thương mại hóa dịch vụ này trên toàn quốc, nhưng họ đã bị các đối thủ cạnh tranh vượt qua vào năm 1983 do sự tham lưu của chủ ngân hàng Jake Butcher. Sau đó Ngân hàng United American được Tennessee Bank mua lại nhưng ngân hàng này đã không có ý định thương mại hóa nền tảng ngân hàng điện tử.

### Internet và sự từ chối của khách hàng
Cuối những năm 1990, nhiều ngân hàng bắt đầu xem ngân hàng di động là một phần không thể thiếu của chiến lược. Năm 1996, OP Financial Group, cũng là một ngân hàng hợp tác, trở thành ngân hàng trực tuyến thứ hai trên thế giới và đầu tiên ở châu Âu. Những lợi ích của nền tảng ngân hàng trực tuyến là khá rõ ràng: chi phí giao dịch giảm, tích hợp dịch vụ dễ dàng, khả năng tiếp thị tương tác và các lợi ích khác giúp tăng danh sách khách hàng và tỷ suất lợi nhuận. Ngoài ra, dịch vụ ngân hàng trực tuyến cho phép các tổ chức kết hợp nhiều dịch vụ hơn vào các gói duy nhất, từ đó thu hút khách hàng và giảm thiểu chi phí.
Làn sóng sáp nhập và mua lại đã càn quét các ngành công nghiệp tài chính vào giữa và cuối những năm 1990, mở rộng đáng kể cơ sở khách hàng của ngân hàng. Theo đó, các ngân hàng tìm đến Website như một cách để duy trì mối quan hệ khách hàng. Và còn nhiều yếu tố khác nhau khiến các chủ ngân hàng chuyển hoạt động kinh doanh sang nền tảng ảo.
Trong khi các tổ chức tài chính triển khai dịch vụ ngân hàng điện tử vào giữa những năm 1990, nhiều người tiêu dùng đã do dự khi thực hiện các giao dịch tiền tệ qua internet, phải dựa trên các công ty theo dõi như America Online, Amazon.com và eBay,... thì ý tưởng thanh toán cho các mặt hàng trực tuyến mới trở nên phổ biến.
Đến năm 2000, 80% các ngân hàng Hoa Kỳ cung cấp dịch vụ ngân hàng điện tử khiến khách hàng sử dụng mới tăng chậm. Ví dụ, tại Bank of America, phải mất 10 năm để có được 2 triệu khách hàng dùng ngân hàng điện tử.
Tuy nhiên năm 2001, Bank of America trở thành ngân hàng đầu tiên có 3 triệu khách hàng dùng ngân hàng di động, chiếm hơn 20% cơ sở khách hàng của mình. Citigroup cũng đã tuyên bố có 2,2 triệu khách hàng dùng ngân hàng trực tuyến trên toàn cầu, trong khi J.P. Morgan Chase ước tính có hơn 750.000 khách hàng ngân hàng di động. Wells Fargo có 2,5 triệu khách hàng ngân hàng trực tuyến. Khách hàng trực tuyến tỏ ra trung thành và có lợi hơn so với khách hàng củ.
Vào tháng 10 năm 2001, khách hàng của Bank of America đã thực hiện kỷ lục 3,1 triệu thanh toán hóa đơn điện tử, với tổng trị giá hơn 1 tỷ đô la. Tính đến năm 2017, ngân hàng có 34 triệu tài khoản kỹ thuật số đang hoạt động, cả trực tuyến và di động. Năm 2009, một báo cáo của Gartner Group ước tính rằng 47% người trưởng thành tại Hoa Kỳ và 30% tại Vương quốc Anh dùng ngân hàng di động.
Đầu những năm 2000 chứng kiến sự gia tăng của các ngân hàng không có chi nhánh khi các tổ chức chuyển qua online banking. Các ngân hàng dựa trên internet này chịu chi phí đầu tư thấp hơn các đối thủ trực tiếp. Tại Hoa Kỳ, tiền gửi tại hầu hết các ngân hàng di động được bảo hiểm FDIC và cung cấp mức bảo hiểm tương tự như các ngân hàng truyền thống.

### Dịch vụ ngân hàng trực tuyến đầu tiên theo khu vực

#### Vương quốc Anh
ngân hàng di động bắt đầu ở Vương quốc Anh với việc ra mắt dịch vụ Homelink của Hiệp hội Xây dựng Nottingham (NBS) vào tháng 9 năm 1982, ban đầu nó bị hạn chế, sau đó mới được mở rộng trên toàn quốc vào năm 1983. Homelink đã được chuyển giao thông qua quan hệ đối tác với Ngân hàng Scotland và dịch vụ Uy tín của British Telecom. Hệ thống này đã sử dụng hệ thống khung nhìn của Prestel và một máy tính, chẳng hạn như BBC Micro hoặc bàn phím (Tandata Td1400) được kết nối với hệ thống điện thoại và ti vi. Hệ thống cho phép người dùng chuyển tiền giữa các tài khoản, thanh toán hóa đơn và sắp xếp các khoản vay, so sánh giá cả và đặt hàng từ một số nhà bán lẻ lớn, kiểm tra thực đơn nhà hàng địa phương hoặc danh sách bất động sản, sắp xếp kỳ nghỉ, tham gia đấu giá trong các phiên đấu giá thường xuyên của Homelink và gửi thư điện tử cho những người dùng Homelink khác. Để thực hiện chuyển khoản ngân hàng và thanh toán hóa đơn, một văn bản cung cấp chi tiết thông tin người nhận dự định phải được gửi đến NBS, người đã thiết lập chi tiết trên hệ thống Homelink. Người nhận thông thường là các công ty gas, điện, điện thoại và tài khoản với các ngân hàng khác. Chi tiết về các khoản thanh toán được thực hiện đã được chủ tài khoản nhập vào hệ thống NBS. Một tấm séc sau đó đã được NBS gửi cho người được trả tiền và một lời khuyên đưa ra chi tiết về khoản thanh toán đã được gửi cho chủ tài khoản. BACS sau đó đã được sử dụng để chuyển khoản thanh toán trực tiếp.

#### Hoa Kỳ
Ở Hoa Kỳ, dịch vụ ngân hàng tại nhà "vẫn còn ở giai đoạn sơ khai" do các ngân hàng "còn thận trọng kiểm tra hứng thú của người tiêu dùng" vào năm 1984, một năm sau khi ngân hàng trực tuyến đi vào hoạt động ở Anh. Vào thời điểm đó, Ngân hàng Hóa chất ở New York "vẫn đang tìm ra các lỗi từ dịch vụ của mình khi nó chỉ có thể cung cấp một số tính năng hạn chế. Dịch vụ từ Chemical, được gọi là Pronto, được ra mắt vào năm 1983 và nhằm vào các cá nhân và doanh nghiệp nhỏ. Nó cho phép họ duy trì sổ đăng ký séc điện tử, xem số dư tài khoản và chuyển tiền giữa tài khoản tiết kiệm. Ba ngân hàng lớn khác - Citibank, Chase Bank và Manufacturer Hanover - bắt đầu cung cấp dịch vụ ngân hàng tại nhà ngay sau đó. Pronto của Chemical không thu hút đủ khách hàng để hòa vốn và bị loại bỏ vào năm 1989. Các ngân hàng khác cũng có trải nghiệm tương tự.
Kể từ khi nó xuất hiện lần đầu tiên ở Hoa Kỳ, ngân hàng trực tuyến đã bị kiểm soát bởi Đạo luật chuyển tiền điện tử năm 1978.

#### Pháp
Sau một thời gian thử nghiệm với 2.500 người dùng bắt đầu từ năm 1984, các dịch vụ ngân hàng trực tuyến đã được ra mắt vào năm 1988 bằng việc sử dụng các thiết bị đầu cuối Minlist được chính phủ phân phối miễn phí cho người dân.
Đến năm 1990, 6,5 triệu Minitels đã được cài đặt trong các hộ gia đình. Ngân hàng trực tuyến là một trong những dịch vụ phổ biến nhất.
Dịch vụ ngân hàng trực tuyến sau đó chuyển dần sang internet.

#### Nhật Bản
Vào tháng 1 năm 1997, dịch vụ ngân hàng trực tuyến đầu tiên được ra mắt bởi Ngân hàng Sumitomo. Năm 2010, hầu hết các ngân hàng lớn đã triển khai dịch vụ ngân hàng trực tuyến, tuy nhiên, các loại dịch vụ được cung cấp rất đa dạng. Theo một cuộc thăm dò do Hiệp hội Ngân hàng Nhật Bản (JBA) thực hiện năm 2012, 65,2% là người sử dụng ngân hàng internet cá nhân.

#### Trung Quốc
Vào tháng 1 năm 2015, WeBank, ngân hàng trực tuyến do Tencent tạo ra, đã bắt đầu cho dùng thử ngân hàng trực tuyến trong 4 tháng.

#### Châu Úc
Vào tháng 12 năm 1995, Ngân hàng Advance được Ngân hàng St.George mua lại, bắt đầu cung cấp cho khách hàng dịch vụ ngân hàng trực tuyến với việc triển khai chương trình ngân hàng trực tuyến C ++.

#### Ấn Độ
Năm 1998, Ngân hàng ICICI đã giới thiệu dịch vụ ngân hàng qua internet cho khách hàng của mình.

#### Brazil
Năm 1996, Banco Original SA ra mắt ngân hàng bán lẻ trực tuyến duy nhất. Năm 2019, các ngân hàng mới bắt đầu nổi lên với tên gọi Conta Simples, chỉ tập trung phục vụ các công ty.

### Ngân hàng và World Wide Web
Khoảng năm 1994, các ngân hàng đã thấy được sự phổ biến của internet, rằng đây là một cơ hội để quảng cáo dịch vụ của họ. Ban đầu, họ sử dụng internet như một tài liệu quảng cáo khác, không có tương tác với khách hàng. Các trang web ban đầu có hình ảnh của các nhân viên hoặc tòa nhà của ngân hàng và cung cấp cho khách hàng bản đồ của các chi nhánh và địa điểm ATM, số điện thoại để gọi thêm thông tin và danh sách các sản phẩm đơn giản

### Ngân hàng tương tác trên web
Năm 1995, Wells Fargo là ngân hàng đầu tiên của Hoa Kỳ bổ sung dịch vụ tài khoản vào trang web của mình, các ngân hàng khác nhanh chóng làm theo. Cùng năm đó, Presidentia trở thành ngân hàng đầu tiên của Hoa Kỳ cho phép mở tài khoản ngân hàng qua internet. Theo nghiên cứu của Báo cáo ngân hàng trực tuyến, vào cuối năm 1999, ít hơn 0,4% hộ gia đình ở Hoa Kỳ đang sử dụng ngân hàng trực tuyến. Vào đầu năm 2004, khoảng 33 triệu hộ gia đình ở Hoa Kỳ (31%) đã sử dụng một số hình thức ngân hàng trực tuyến. Năm năm sau, 47% người Mỹ đã sử dụng ngân hàng trực tuyến, theo khảo sát của Gartner Group. Trong khi đó, tại ngân hàng trực tuyến của Anh đã tăng từ 63% lên 70% những người dùng internet từ năm 2011 đến 2012. Vào năm 2018, số người dùng ngân hàng số tại Hoa Kỳ đạt xấp xỉ 61%, ở châu Âu con số cũng đã được tăng lên. Năm 2019, một bản số liệu cho thấy 93% dân số Na Uy truy cập các trang web ngân hàng trực tuyến, cao nhất ở châu Âu, tiếp theo là Đan Mạch và Hà Lan. Trên toàn châu Á, hơn 700 triệu người tiêu dùng được ước tính thường xuyên sử dụng ngân hàng số theo khảo sát năm 2015 của McKinsey And Company.

## Hoạt động
Để truy cập cơ sở ngân hàng trực tuyến của tổ chức tài chính, một khách hàng có quyền truy cập internet sẽ cần phải đăng ký với tổ chức dịch vụ và thiết lập mật khẩu, thông tin xác thực khác để xác minh khách hàng. Thông tin đăng nhập cho ngân hàng trực tuyến thường không giống như đối với ngân hàng điện thoại hoặc di động. Các tổ chức tài chính hiện thường xuyên phân bổ số lượng khách hàng, cho dù khách hàng có ý định truy cập vào cơ sở ngân hàng trực tuyến của họ hay không. Số thứ tự khách hàng thường không giống với số tài khoản, vì nhiều tài khoản khách hàng có thể được liên kết với một khách hàng. Về mặt kỹ thuật, một khách hàng có thể được liên kết với bất kỳ tài khoản nào với tổ chức tài chính mà khách hàng kiểm soát. Một tổ chức tài chính có thể giới hạn phạm vi tài khoản có thể được truy cập, nói, kiểm tra, tiết kiệm, cho vay, thẻ tín dụng và các tài khoản tương tự. tài khoản
Khách hàng truy cập trang web bảo mật của tổ chức tài chính và vào cơ sở ngân hàng trực tuyến bằng cách sử dụng số khách hàng và thông tin đăng nhập được thiết lập trước đó.
Mỗi tổ chức tài chính có thể xác định các loại giao dịch tài chính mà khách hàng có thể giao dịch qua ngân hàng trực tuyến, nhưng thường bao gồm lấy số dư tài khoản, danh sách các giao dịch gần đây, thanh toán hóa đơn điện tử, cho vay tài chính và chuyển tiền giữa tài khoản của khách hàng hoặc của người khác. Hầu hết các ngân hàng đặt giới hạn cho số tiền có thể được giao dịch và các hạn chế khác. Hầu hết các ngân hàng cũng cho phép khách hàng tải xuống các bản sao của báo cáo ngân hàng, có thể được in tại cơ sở của khách hàng (một số ngân hàng tính phí cho việc gửi các bản sao cứng của báo cáo ngân hàng). Một số ngân hàng cũng cho phép khách hàng tải giao dịch trực tiếp vào phần mềm kế toán của khách hàng. Cơ sở cũng có thể cho phép khách hàng đặt sổ séc, sao kê, báo cáo mất thẻ tín dụng, ngừng thanh toán trên séc, tư vấn thay đổi địa chỉ và các hành động thông thường khác.

## Tính chất
Các cơ sở ngân hàng trực tuyến thường có nhiều tính năng và khả năng chung, nhưng cũng có một số tính năng dành riêng cho ứng dụng. Các tính năng phổ biến gồm:

### Thực hiện các nhiệm vụ phi giao dịch:
- Xem số dư tài khoản.
- Xem các giao dịch gần đây Tải xuống báo cáo ngân hàng, ví dụ ở định dạng PDF.
- Xem hình ảnh của séc trả tiền.
- Đặt mua số sec
- Tải xuống báo cáo tài khoản định kỳ.
- Tải các ứng dụng cho ngân hàng điện tử

### Thực hiện các giao dịch:
- Chuyển tiền giữa các tài khoản được liên kết của khách hàng.
- Thanh toán cho bên thứ ba, bao gồm thanh toán hóa đơn và chuyển khoản của bên thứ ba.
- Đầu tư mua bán.
- Các ứng dụng và giao dịch cho vay, chẳng hạn như hoàn trả các khoản đăng ký.
- Ứng dụng thẻ tín dụng.
- Đăng ký hóa đơn tiện ích và thanh toán hóa đơn.
- Quản trị tổ chức tài chính.
- Quản lý nhiều người dùng ở nhiều cấp thẩm quyền khác nhau.
- Quy trình phê duyệt giao dịch.

### Dịch vụ ngân hàng internet đặc biệt:
Hỗ trợ quản lý tài chính cá nhân, chẳng hạn như nhập dữ liệu vào phần mềm kế toán cá nhân. Một số nền tảng ngân hàng trực tuyến hỗ trợ tổng hợp tài khoản để cho phép khách hàng giám sát chung tất cả các tài khoản của họ, cho dù họ ở với ngân hàng chính hoặc với các tổ chức khác.

## Bảo mật
Bảo mật thông tin tài chính của khách hàng là 1 yếu tố rất quan trọng, được tất cả các ngân hàng trực tuyến công nhận. Tương tự như vậy, rủi ro uy tín đối với chính các ngân hàng là rất quan trọng. Các tổ chức tài chính đã thiết lập các quy trình bảo mật khác nhau để giảm rủi ro truy cập trực tuyến trái phép vào hồ sơ của khách hàng, nhưng không có sự thống nhất với các phương pháp khác nhau được áp dụng.
Mặc dù xác thực mật khẩu vẫn đang được sử dụng, nhưng bản thân nó không được coi là đủ an toàn cho ngân hàng trực tuyến ở một số quốc gia. Về cơ bản, có hai phương thức bảo mật khác nhau được sử dụng cho ngân hàng trực tuyến:
- Hệ thống PIN/TAN có mã PIN đại diện cho mật khẩu, được sử dụng để đăng nhập và TAN đại diện cho đoạn mã xác thực giao dịch. TAN có thể được phân phối theo nhiều cách khác nhau, cách phổ biến nhất là gửi danh sách TAN cho người dùng ngân hàng trực tuyến bằng thư bưu chính. Một cách khác để sử dụng TAN là tạo chúng bằng cách sử dụng mã thông báo bảo mật. Các TAN được tạo mã thông báo này phụ thuộc vào thời gian và độ bảo mật, được lưu trữ trong mã thông báo bảo mật (xác thực hai yếu tố hoặc 2FA). Các trình tạo TAN tiên tiến hơn (chipTAN) sẽ bao gồm việc gửi dữ liệu giao dịch cho máy chủ sở hữu sau khi hiển thị trên màn hình của người đăng nhập, nhằm cho phép người dùng phát hiện các cuộc tấn công trung gian do hacker thực hiện khi cố gắng bí mật thao tác dữ liệu giao dịch trong nền tảng của PC[12].
- Một cách khác để cung cấp TAN cho người dùng ngân hàng trực tuyến là gửi TAN của giao dịch ngân hàng hiện tại tới điện thoại di động (GSM) của người dùng qua SMS. Văn bản SMS thường trích dẫn số tiền và chi tiết giao dịch, TAN chỉ có hiệu lực trong một khoảng thời gian ngắn. Đặc biệt tại Đức, Áo và Hà Lan, nhiều ngân hàng đã áp dụng dịch vụ "SMS TAN" này. Ngoài ra còn có dịch vụ "PhotoTAN", nơi ngân hàng tạo và gửi hình ảnh mã QR đến thiết bị điện thoại thông minh của người dùng ngân hàng trực tuyến. Thông thường ngân hàng trực tuyến với mã PIN/TAN được thực hiện thông qua trình duyệt web bằng các kết nối được bảo mật SSL, do đó không cần mã hóa bổ sung.
- Chữ ký dựa trên ngân hàng trực tuyến nơi tất cả các giao dịch được ký và mã hóa kỹ thuật số[13]. Khóa để tạo chữ ký và mã hóa có thể được lưu trữ trên thẻ thông minh hoặc bất kỳ phương tiện bộ nhớ nào, tùy thuộc vào việc triển khai cụ thể.

## Tấn công>
Tấn công vào ngân hàng trực tuyến để đánh cắp dữ liệu đăng nhập và TANs hợp lệ.
Một phương pháp để tấn công các phương thức ngân hàng trực tuyến dựa trên chữ ký là thao túng phần mềm đã sử dụng, theo cách đó là các giao dịch chính được hiển thị trên màn hình và các giao dịch giả mạo được ký bên dưới.
Báo cáo sự cố công nghệ của tập đoàn bảo hiểm tiền gửi liên bang Hoa Kỳ năm 2008, được tổng hợp từ báo cáo hoạt động đáng ngờ của các ngân hàng hàng quý, liệt kê 536 trường hợp xâm nhập máy tính, với thiệt hại trung bình cho mỗi sự cố là 30.000 đô la. Điều đó làm tăng thêm gần 16 triệu đô la khoảng lỗ trong quý hai năm 2007. Sự xâm nhập của máy tính đã tăng 150% giữa quý đầu tiên của năm 2007 và quý thứ hai. Trong 80% các trường hợp, nguồn gốc của sự xâm nhập là không rõ nhưng nó đã xảy ra trong ngân hàng trực tuyến.
Tại Anh, thiệt hại từ thất thoát ngân hàng trực tuyến đã tăng 48% số trường hợp trong năm 2014 so với năm 2013. Theo một nghiên cứu của một nhóm các nhà nghiên cứu an ninh mạng của Đại học Cambridge năm 2017, gian lận ngân hàng trực tuyến đã tăng gấp đôi kể từ năm 2011.
Một kiểu tấn công khác là cuộc tấn công được gọi là tấn công man-in-the-browser, một biến thể của cuộc tấn công trung gian. Trong đó, một con ngựa thành Troia cho phép kẻ tấn công từ xa bí mật sửa đổi số tài khoản đích và cả số tiền trong trình duyệt web.
Với các quy trình bảo mật nâng cao cho phép người dùng kiểm tra chéo dữ liệu giao dịch trên thiết bị bảo mật, cũng có các cuộc tấn công kết hợp sử dụng phần mềm độc hại và kỹ thuật xã hội để thuyết phục chính người dùng chuyển tiền cho những kẻ lừa đảo trên cơ sở khiếu nại sai (như yêu cầu ngân hàng "chuyển khoản thử nghiệm" hoặc công ty đã chuyển nhầm tiền vào tài khoản của người dùng và người dùng nên "gửi lại". Do đó, người dùng không bao giờ nên thực hiện chuyển khoản khi không chắc chắn.

## Biện pháp đối phó
Để đối phó các cuộc tấn công, cần:
- Đảm bảo hệ điều hành vẫn hỗ trợ người dùng và hoạt động bình thường
- Mã kỹ thuật số được sử dụng để chống lừa đảo và tấn công, trong các biến thể ngân hàng trực tuyến dựa trên chữ ký (HBCI/FinTS), việc sử dụng đầu đọc thẻ "Secoder" là một phép đo để phát hiện các thao tác trên phần mềm của dữ liệu giao dịch.
- Vào năm 2012, Cơ quan An ninh mạng và thông tin của Liên minh châu Âu đã khuyên tất cả các ngân hàng xem xét hệ thống PC của người dùng của họ có bị nhiễm phần mềm độc hại hay không và dựa vào đó sử dụng các quy trình bảo mật trong đó người dùng có thể kiểm tra chéo dữ liệu giao dịch như các thao tác (cung cấp bảo mật cho điện thoại di động. SMS nơi dữ liệu giao dịch được gửi cùng với số TAN hoặc đầu đọc thẻ thông minh, độc lập, có màn hình riêng bao gồm dữ liệu giao dịch vào quy trình tạo TAN trong khi hiển thị trước cho người dùng để chống lại các cuộc tấn công trung gian.